# Houardia troglodytes
Houardia troglodytes är en insektsart som beskrevs av Élie Marchal 1909. Houardia troglodytes ingår i släktet Houardia och familjen skålsköldlöss. Inga underarter finns listade i Catalogue of Life.